# Phương ngữ Thanh Hóa
Phương ngữ Thanh Hóa hay thổ ngữ Thanh Hóa, tiếng Thanh Hóa, tiếng địa phương Thanh Hóa là một phương ngữ thuộc vùng phương ngữ Trung của tiếng Việt lưu hành chủ yếu trong phạm vi xứ Thanh, ngày nay là tỉnh Thanh Hóa (trừ một số vùng nhỏ như phía đông huyện Nga Sơn), với hạt nhân là đồng bằng sông Mã.

## Phân loại
Phương ngữ Thanh Hóa hiện đang được xếp vào vùng phương ngữ Trung của tiếng Việt, nhưng việc xếp phương ngữ Thanh Hóa vào vùng phương ngữ Trung lại không được một số nhà ngôn ngữ học Việt Nam đồng thuận.
Phương ngữ Thanh Hóa nói chung được coi là trung gian giữa vùng phương ngữ Bắc (vùng Bắc Bộ) và vùng phương ngữ Trung (vùng Bắc Trung Bộ).
Về giọng điệu, người Thanh Hóa nói giọng Bắc trong khi có một bộ phận từ vựng và một số đặc điểm ngữ âm lại khá gần với người Nghệ An và Hà Tĩnh.
Hoàng Thị Châu, Vương Hữu Lễ, v.v. xếp phương ngữ Thanh Hoá vào vùng phương ngữ Trung trong khi Nguyễn Bạt Tụy lại xếp phương ngữ Thanh Hóa vào vùng phương ngữ Bắc. Nguyễn Kim Thản thì cho rằng "một phần tỉnh Thanh Hóa thuộc về vùng phương ngữ Bắc, phần còn lại thuộc về vùng phương ngữ Trung" nhưng lại không chỉ rõ ranh giới giữa hai phần nêu trên. Căn cứ trên ngữ âm và từ vựng, Trương Văn Sinh và Nguyễn Thành Thân cho rằng đây là một phương ngữ chuyển tiếp nhưng có thể xếp vào vùng phương ngữ Trung. Quan điểm này đặc biệt quan tâm đến diện mạo của từ vựng cũng như các yếu tố cổ là đặc điểm chung giữa phương ngữ Thanh Hóa với phương ngữ Nghệ Tĩnh, và sự tương đồng của thổ ngữ tại thành phố Thanh Hóa cũng như thành phố Vinh so với vùng phương ngữ Bắc chỉ là kết quả của sự xuất hiện các kôinê văn hóa. Ngược lại, Phạm Văn Hảo cho rằng mặc dù phương ngữ Thanh Hóa tương tự phương ngữ Nghệ Tĩnh về phụ âm đầu, các từ về khẩu ngữ, một bộ phận từ vựng, v.v. nhưng về tổng thể ngữ âm và từ vựng, nên xếp phương ngữ Thanh Hóa vào vùng phương ngữ Bắc.
Trước đây, vì lý do khí hậu và ngôn ngữ (có nhiều tương đồng với các phương ngữ Bắc) mà một số học giả người Pháp thời Pháp thuộc muốn đem Thanh Hóa nhập vào Bắc Kỳ, để tách Thanh Hóa khỏi Trung Kỳ "trực trị" của triều đình Huế, thể hiện kín đáo một quan điểm mang ý đồ chính trị, vì bấy giờ Bắc Kỳ là đất bảo hộ của Pháp.

## Tính chất địa phương
Tiếng địa phương Thanh Hóa được coi là "một thổ ngữ chuyển tiếp giữa phương ngữ miền Bắc và phương ngữ miền Trung", vừa có yếu tố giống phương ngữ miền Trung, lại vừa có yếu tố giống phương ngữ miền Bắc. Một số tác giả còn cho rằng tiếng Thanh Hóa là "nguồn cội" hay "điểm xuất phát" của phương ngữ Nam Trung Bộ gắn với quá trình mở cõi vào Nam của chúa Nguyễn. Phương ngữ Thanh Hóa còn bảo lưu nhiều yếu tố cổ của tiếng Việt.
Về địa lý, Thanh Hóa được đóng khung bởi ba bề núi, một mặt biển. Tính ổn định về lịch sử, địa lý và tính bền vững của cư dân bản địa người Việt Cửu Chân (xuất hiện từ thời Hùng Vương và có thể xa xưa hơn nữa) là cơ sở để hình thành một kiểu lời ăn tiếng nói giàu sắc thái thổ âm–ngữ Thanh Hóa.
Ngoài đặc trưng về thanh điệu (thanh hỏi và thanh ngã), trong phương ngữ Thanh Hóa có một số vần và phụ âm đầu bị biến đổi.
Có những thành ngữ, tục ngữ, ca dao in dậm dấu vết thổ âm–ngữ xứ Thanh, đã góp phần làm giàu có thêm kho tàng văn hóa dân gian Việt Nam:
Đã mất lả (lửa) lại mất cả [truo] (tro).
Thuốc đắng đã tật (đã là khỏi, không phải "dã").
Dân ca Thanh Hóa sử dụng nhiều từ địa phương
Có (cúa) lòng xin giã ơn lòng
Xa xôi cách lế đèo bòng mần răng?
và:
Hăn chừ cho nếp hoe vàng
Cho anh cùng nàng đi lắt về rang
Trong dân ca Thanh Hóa còn có hiện tượng dùng song song cả từ địa phương và từ toàn dân:
Cái gì ngái lại nên ngưn?
Cái gì rất gần mà lại nên xa?
Hay:
Mình về ngoài ấy mau vô
Cho anh sắm sửa cau khô để dành
Dân ca Đông Anh (thành phố Thanh Hoá) có câu: Ba bốn o có bợm cùng chăng,... nếu thay o bằng cô, bợm bằng bạn thì mất nét đặc sắc của dân ca Thanh Hóa.
Trong trò Trống mõ, một trò diễn cũng thuộc dân ca Đông Anh có câu hát:
…Vắng giàn thiên lý, ta chơi tạm nhụy đào tầm tơn
Theo quy luật biến đổi âm cuối của phương ngữ Thanh Hóa, từ tầm tơn ở đây tương ứng với tầm tơi, chính là mùng tơi của tiếng Việt phổ thông. Tuy nhiên, do không nắm được quy luật này mà người viết sách đã chú giải rằng tầm tơn là do đọc chệch từ tầm tơ mà thành.
Hay trong điệu múa Ngô quốc của trò Xuân Phả (huyện Thọ Xuân) có câu hát:
…Trồng chuối nay chuối lổ tiêu tàu
Từ lổ trong phương ngữ Thanh Hóa chính là trổ (chuối trổ buồng), không phải là lỗ trong lỗ lãi.
Sách Thanh Hóa quan phong cũng ghi nhận một số thổ âm Thanh Hóa như chắc (=nhau):
Bò đen húc lộn bò vàng,
Hai con húc chắc đâm quàng xuống sông.
Văn học hiện đại cũng có nhiều trường hợp đặc sắc, như bài thơ "Nhớ" của Hồng Nguyên viết những năm đầu của cuộc chiến tranh Đông Dương lần thứ Nhất: 
Đằng nớ vợ chưa?
Đằng nớ?
Tớ còn chờ độc lập
Cả lũ cười vang bên ruộng bắp
nhìn o thôn nữ cuối nương dâu
…
Cho bầy tôi nghe ví
Bếp lửa rung rung đôi vai đồng chí
- Thưa trong nớ hiện chừ vô cùng gian khổ
Đồng bào ta phải kháng chiến ra ri
…
Chúng tôi đi nhớ mãi câu ni
Dân chúng cầm tay lắc lắc
Độc lập nhớ rẽ viền chơi với chắc!
Trong một số ngữ cảnh, trên sách báo cũng xuất hiện các từ thuộc phương ngữ Thanh Hóa nói riêng và phương ngữ tiếng Việt nói chung. Một thống kê thực hiện trong những năm 1980 cho biết trên sách vở và báo chí xuất bản ở Thanh Hóa, cứ 6,4 trang (mỗi trang gồm 350 tiếng) thì có một từ địa phương xuất hiện, so với 4,4 trang ở Nghệ Tĩnh và 8,3 trang ở Vĩnh Phú.
Thổ ngữ tại làng Cổ Định, xã Tân Ninh huyện Triệu Sơn có những nét đặc trưng riêng, người làng bên cạnh có thể không hiểu. Thổ ngữ tại thôn Hoa Trường, xã Hoa Lộc, huyện Hậu Lộc giống phương ngữ Nghệ An, được gọi là tiếng "Nghệ non". Thổ ngữ làng Kênh Thủy xã Vĩnh Thịnh, huyện Vĩnh Lộc có cách dùng từ vựng khác biệt. Ví dụ: tóc gọi là tắc, mũi gọi là mủn, răng gọi là nanh, lưỡi gọi là lản, chân gọi là chò.

## Đặc điểm ngữ âm
Những biến đổi ngữ âm của phương ngữ Thanh Hóa so với các phương ngữ Bắc và các phương ngữ Trung là khá phổ biến. Một người Thanh Hóa có thể nói chị thành chậy ([chệi]) mà với bản thân họ, 2 cách nói này có giá trị ngang nhau trong khi với một người Hà Nội và một người Huế thì hai từ này không phải biến thể của nhau.

### Phụ âm đầu
Phương ngữ Thanh Hóa gồm 20 phụ âm như phương ngữ Bắc, tuy nhiên một số vùng ven biển có tới 23 phụ âm giống như phương ngữ Trung, hơn phương ngữ Bắc 3 phụ âm uốn lưỡi /ʂ, ʐ, ʈ/ (chữ quốc ngữ ghi bằng s, r, tr).
Phương ngữ này cũng giữ lại một số phụ âm tắc đang trong quá trình xát hóa như k/g (ví dụ: cấy, so với gái trong phương ngữ Bắc), d/z (đao/dao), v.v.
Nhà ngôn ngữ học Hoàng Thị Châu đã khảo sát về sự phân biệt hai phụ âm tr/ch ở Thanh Hóa. Kết quả là tại các huyện ven biển: Nga Sơn (ở phía đông bắc) và Quảng Xương, Tĩnh Gia (ở phía đông nam), phần lớn người dân có phân biệt tr/ch. Hiện tượng phân biệt tr/ch cũng diễn ra ở một số xã của huyện Nông Cống và lẻ tẻ ở một số xã của các huyện khác trong tỉnh. Tuy nhiên, phần đông người Thanh Hóa không phân biệt tr/ch. Đặc biệt là một số địa phương phát âm tr thành t (trời trong trẻo thành tời tong tẻo) như các xã Nga Mỹ, Nga Thủy thuộc huyện Nga Sơn, xã Phú Yên thuộc huyện Thọ Xuân.
Một số thổ ngữ ở các huyện Thọ Xuân và Triệu Sơn (phía tây và tây nam đồng bằng Thanh Hóa) thậm chí còn phát âm ch thành tr, d thành r. Ví dụ về một đoạn đối thoại giữa các cụ già ở xã Hạnh Phúc, huyện Thọ Xuân:
– Ngoài đềnh họ đang riễn cấy tích tri rứa? (Ngoài đình họ đang diễn cái tích gì đấy?)
–Trả biết họ đang riễn cấy tích tri, chỉ thấy đang tốc râu đổ rượu.
Một cuộc khảo sát đã cho thấy ở Thanh Hóa, vào đầu thế kỉ 21 một số thổ ngữ còn lưu giữ những biến thể phát âm phụ âm đầu không gặp ở các thổ ngữ hay phương ngữ nào khác ở Việt Nam, đó là các biến thế [ɟ], [k'], [p'], [ɾ] của các phụ âm /c/,/f/, /χ/, /ʐ/, /ʂ/.
Tác giả Đỗ Tiến Thắng đã khảo sát tại một thổ ngữ thuộc phương ngữ Thanh Hóa về các phụ âm đầu có liên hệ và có thể là âm gốc của phụ âm "v" trong tiếng Việt phổ thông:
- Các từ vả, véo, vốc (loại từ, ví dụ một vốc), vũng (nước), vanh/vành (ra), víu và một từ gốc Hán là vái được phát âm tương ứng là bả, béo/bẹo/bẻo, bốc, bổng, banh/bành, bíu và bái.
- Các từ vách, vú, vấu (ví dụ: vấu tre), vếu (váo), vân vê, vầy vò được phát âm là mách, mú, mấu, mân (mê), mếu (máo), mằn (mò). Trong đó, có sự liên hệ giữa mằn hay mần với vày hay vầy. Có thể coi /m/ là một trong các dạng quá khứ của /v/, cả hai đều có cấu âm môi, cùng tiêu chí thanh tính. Đây chính là do quá trình xát hóa âm tắc – mũi.
- Các từ vệ (vệ đường), vê (vê thuốc lào), vảy (vảy nước, vảy rau), vạch (tạo thành đường nét), vập (vập đầu) được phát âm thành dệ, dê, dảy (dẳn), dạch, dặp (bổ dặp mặt = ngã dập mặt),... Ngoài ra còn có các cặp như vẻo (đất) – dẻo (đất), vẹo – dẹo, vươn (cổ) – dướn (cổ), vểnh (tai) – dảnh tai. Có thể trong ngôn ngữ toàn dân vẫn tồn tại song song hai biến thể /v/ và /ʐ/ hay /z/ (có tự dạng trong từ điển là "r" – rệ, rê, rẩy, rạch hay "d" – dập) nhưng ở phần lớn phương ngữ Thanh Hóa chỉ có /z/. Trong tiếng Việt, âm quặt lưỡi /ʐ/ (viết là r) là tiền thân của v, còn /z/ (chữ viết là d) chỉ là biến thể của /ʐ/. Ở phương ngữ Thanh Hóa, chỉ một số cặp nêu trên v mới được phát âm thành d, các từ khác như vay không đọc thành day, đây là điểm khác biệt với các phương ngữ Nam.
- Các từ vây, vần (vần nhau), vén (vén áo), vẫy (vẫy đuôi) được phát âm thành quây, quần, quén, quảy, tức là đã có sự biến đổi từ /k/ (kèm theo âm đệm /-w/, chữ viết là "qu") thành /v/ trong tiếng Việt toàn dân.

### Âm đệm
Trong một số trường hợp, âm oa có xu hướng biến đổi thành uo. Ví dụ: toàn được đọc như nửa toàn nửa tòn, quạt được đọc như nửa quạt nửa cọt. Trong phương ngữ Nam cũng có hiện tượng này, và tại một số thổ ngữ ở Quảng Bình, Quảng Trị thì âm uâ biến đổi thành uư (mùa xuân thành mùa xuưn).

### Vần
Trong hệ thống vần của phương ngữ Thanh Hóa có một số vần không có trong tiếng Việt phổ thông cũng như không thấy ở các phương ngữ khác như /âj/ [ệi] (ví dụ: /câj6/ hay [chệi] tương ứng với chị trong tiếng phổ thông), /âƯ/ [ẫư] (ví dụ: /cƯ4/ hay [chẫư], tương ứng với chữ), /âw/ [ôu] (ví dụ: /mâw6/ hay [mộu], tương ứng với mụ).
Vần có thể thay đổi toàn bộ hoặc chỉ thay đổi một bộ phận (âm chính, âm cuối) như dưới đây.

#### Âm chính
Trong phương ngữ Thanh Hóa, các nguyên âm đôi /ie/ [iê], /Ươ/ [ươ], /uô/ [uô] bị triệt tiêu, chính điều này đã làm nảy sinh sự đối lập trường độ giữa các âm /i/ với /i:/, /Ư/ và /Ư:/, /u/ và /u:/, ví dụ: mía trong tiếng phổ thông trở thành /mi:3/ [mí:], kéo dài hơn so với mi3 [mí] (trong mí mắt). Sự thay đổi này không phụ thuộc vào phụ âm đầu kết hợp với âm chính tuy nhiên lại phụ thuộc vào sự kết hợp với các thanh điệu: miên được đọc thành mi:n, miến thành mi:3n nhưng miền và miện lại không thay đổi còn cặp miển/miễn dường như mới bắt đầu quá trình triệt tiêu. Hay là "biết" đọc là "bít".
Các nguyên âm /e/ [e], /ɔ/ [o:] và /ɔ/ [o] được chuyển tương ứng thành các âm chuyển sắc /ie/ [iê] và /wo/ [uô], ví dụ le te trở thành lia tia, to nhỏ trở thành tua nhủa. Quá trình này cũng không phụ thuộc vào phụ âm đầu mà phụ thuộc vào các thanh điệu, ví dụ me được đọc thành /mie/ [miê], mé thành /mie3/ [miế], mẻ/mẽ thành /mie4/ [miể] nhưng mè lại thành /mæ2/ [miè], mẹ lại thành /mæ6/ [miẹ], hoặc bó thành /bwo3/ [buố] nhưng bò lại thành [buò].
Giống như các phương ngữ khác của tiếng Việt, những biến thể ngữ âm thường là những âm tố nằm giữa giới hạn của hai âm vị hoặc hai âm vị kề nhau trong hệ thống âm vị tiếng Việt. Ví dụ: i đọc thành êi (chị/chệi, dịch/dệich), u đọc thành ôu (chục/chộuc, bụng/bộung).
Một số biến đổi âm chính có tính đối xứng như [â] – [ă], [â] – [Ư]  hay [ô] – [u] nhưng các thay đổi này phụ thuộc vào cả phụ âm đầu, âm cuối và thanh điệu. Ví dụ chân chuyển thành chưn trong khi sân chỉ thay đổi phụ âm đầu (s/x) ở một số thổ ngữ, âm chính không thay đổi, còn đầu lại chuyển thành đàu. Ngược với diễn tiến [â] – [Ư] là diễn tiến [Ư] – [â]: bực chuyển thành bậc, nóng nực chuyển thành nóng nậc, nóng rực chuyển thành nóng rậc, đực chuyển thành đậc.

#### Âm cuối
Hệ thống âm cuối tương tự như trong các phương ngữ Bắc và phương ngữ Trung trừ phương ngữ Huế. Riêng trong một số từ còn dấu vết của âm cuối /Ư/ nhưng đã không còn tư cách âm vị học.
Tuy nhiên, nhiều thổ ngữ của phương ngữ Thanh Hóa còn giữ lại hệ thống phụ âm cuối với khá nhiều từ cặn có phụ âm cuối -n, trong khi các phương ngữ khác đã biến đổi thành -j:
- cằn cấn/cày cấy, kha cắn/gà gáy, trốc cún/đầu gối…
- cái vắn/cái váy, ban/vai, cuôn muổi/con muỗi, cấy chũn/cái chổi...

Đặc biệt, trong một số trường hợp các âm đầu lưỡi /n/, /t/ khi đi sau các âm chính /i/ và /e/ thì trở thành các âm mặt lưỡi, ví dụ xin thành xinh (nhưng tin được giữ nguyên mà không trở thành tinh), nít thành ních, quỵt thành quỵch...
Đôi khi phụ âm cuối được giữ lại trong khi các phương ngữ khác (trừ phương ngữ Nghệ Tĩnh) đã thành âm tiết mở: rẽn/rễ, rui mèn/rui mè, chỉnh khâu/chỉ châu, kiển (kẻn)/ghẻ, quả bính/quả bí, rẽn/rễ, nhẹn/nhẹ…. Riêng các trường hợp chỉnh khâu (phương ngữ Nghệ Tĩnh: chỉn khâu), quả bính (phương ngữ Nghệ Tĩnh: quả bín) là do âm cuối là âm đầu lưỡi trở thành các âm mặt lưỡi.

### Thanh điệu
Thanh điệu, đặc biệt là các thanh hỏi, ngã là một trong những dấu hiệu quan trọng để nhận diện phương ngữ Thanh Hóa. Phương ngữ Thanh Hóa gồm có 5 thanh điệu: sắc, nặng, huyền, ngang, hỏi (ngã). Trừ một số ít vùng phân biệt hai thanh hỏi và ngã, đa số người Thanh Hóa nhập hai thanh điệu này làm một, có nơi nói nặng thanh ngã, có nơi còn lẫn lộn giữa hai thanh.
Việc rút gọn chỉ còn 5 thanh điệu cũng là một đặc điểm làm căn cứ để một số nhà ngôn ngữ học xếp phương ngữ Thanh Hóa vào vùng phương ngữ Trung. Nhưng trong khi các phương ngữ Trung khác ngoại trừ phương ngữ Huế chỉ có 4 thanh điệu vì phát âm không phân biệt thanh hỏi/ngã với thanh nặng thì phương ngữ Thanh Hóa, phương ngữ Huế cùng với các phương ngữ Nam lại phát âm không phân biệt thanh hỏi với thanh ngã. Ví dụ: với cụm từ chủ nghĩa xã hội thì với người Nghệ Tĩnh Bình Trị, cả ba từ đầu mang dấu nặng còn với hầu hết người Thanh Hóa, cả ba từ đầu mang dấu hỏi.
Tuy nhiên, trong khi các phương ngữ Trung khác từ Nghệ An đến Thừa Thiên Huế có điệu tính khá tương đồng và có một hệ thống thanh điệu khác với phương ngữ Bắc và phương ngữ Nam do có độ trầm lớn hơn, thì các thanh điệu (ngoài thanh hỏi/ngã) của phương ngữ Thanh Hóa lại giống với phương ngữ Nam.
Cũng có một số thổ ngữ nhỏ ở đồng bằng Bắc Bộ hòa nhập thanh hỏi và thanh ngã làm một, như tại xã Đông Quan, huyện Đông Hưng, Thái Bình.
Ngoài ra, trong một số trường hợp, phương ngữ Thanh Hóa sử dụng các từ cổ với dấu hỏi trong khi phương ngữ Bắc đã chuyển sang thanh ngã do quá trình hữu thanh hóa xảy ra đồng thời với việc hạ thấp thanh điệu. Ví dụ: khở so với gỡ, khỏ so với gõ, khản so với gãi. Các cặp dấu tương tự là thanh sắc/thanh nặng như khót/gọt, thốt/dột hoặc thanh ngang/thanh huyền như kha/gà, chi/gì. Hiện tượng này không xảy ra một cách tuyệt đối như trong phương ngữ Nghệ Tĩnh, vì vẫn có một số từ đã hoàn thành quá trình chuyển hóa như trong phương ngữ Bắc, ví dụ: vỗ/vổ (không còn là phổ), gặp (không còn là kháp). Điều này càng khẳng định tính chuyển tiếp của phương ngữ Thanh Hóa.

## Đặc điểm từ vựng
Một số từ đặc trưng của phương ngữ Thanh Hóa: trốc (đầu), trượng (mắt), me (con bê), ỉn, ỉ (con lợn), ruốc (moi), con của (vật nuôi), anh đỏ, chị đỏ (trai gái nông dân lấy vợ, lấy chồng chưa có con), cắm (sủa).
Khá nổi bật là nhóm từ thường dùng trong khẩu ngữ hay về mặt từ loại là các đại từ, rất giống với phương ngữ Nghệ Tĩnh như đại từ nghi vấn: mô (đâu), chi (gì), răng (sao), đại từ chỉ định: ni (này), tê (kia), nớ (ấy), ở ri (thế này), đại từ xưng hô: mi (mày), nớ (ấy), tau (tao). Một số đại từ nhân xưng trong phương ngữ Thanh Hóa cũng được sử dụng trong một số thổ ngữ thuộc vùng phương ngữ Bắc như cha (bố, cũng xuất hiện ở Hà Nam), thầy (bố), dượng (chồng của dì, cũng dùng ở Thái Bình). Đặc biệt, từ cha ở Thanh Hóa cũng như ở Hà Nam, được dùng để khóc người cha đã chết, không dùng trong đời sống như ở Nghệ Tĩnh. Đôi khi một số đại từ ngôi thứ ba giống phương ngữ Nam như cách nói tắt ổng (ông ấy), ảnh (anh ấy), trỏng (trong ấy) nhưng có nhiều từ không gặp ở các phương ngữ khác như mê (nhiều), mê ra (nhiều lắm), mê man (rất nhiều), cả cả (tất cả)
Ngoài những từ đồng nghĩa nhưng khác âm với tiếng Việt phổ thông như đã nêu ở trên, phương ngữ Thanh Hóa còn có một số từ đồng âm nhưng khác nghĩa với tiếng Việt phổ thông như mê man (rất nhiều), tê (kia, không phải ở trạng thái mất hết cảm giác ở một bộ phận nào đó của cơ thể), cân kè (cây cọ), cấy đài (cái gầu múc nước).
Trong nhiều trường hợp, phương ngữ Thanh Hóa không thay thế hoàn toàn so với tiếng Việt phổ thông, mà chỉ được sử dụng trong một số ngữ cảnh nhất định. Ví dụ kêu được dùng để thay thế gọi trong các trường hợp:
- Gọi để người khác nghe mà đáp lại: Kêu em viền ăn cơm.
- Yêu cầu phải đến nơi nào đó: Kêu hắn về nước.
- Gọi bằng tên gọi: Cô ấy kêu là Hoa.

Nhưng lại dùng gọi trong một số ngữ cảnh khác: Gọi đến cơ quan, Tiếng gọi của trái tim.
Một phương thức cấu tạo từ đa tiết trong phương ngữ Thanh Hóa là kết hợp yếu tố địa phương với yếu tố toàn dân. Về từ láy, có mê man (rất nhiều), lần khân. Về từ ghép có ăn trấm, ăn trẩy, ăn trắt.
Tính chuyển tiếp của phương ngữ Thanh Hóa thể hiện rõ trong hệ thống từ vựng. Trong khi sử dụng cùng thạch sùng, thằn lằn, rèm, màn với phương ngữ Bắc (tương ứng trong các phương ngữ Trung và Nam là thằn lằn, rắn mối, màn, mùng) thì cũng dùng hòm, rương như phương ngữ Trung và Nam (tương ứng trong phương ngữ Bắc là áo quan, hòm).

## Mối liên hệ với tiếng Việt-Mường cổ và tiếng Việt trung đại
Cũng như các phương ngữ khác trong vùng phương ngữ Trung, phương ngữ Thanh Hóa còn bảo lưu được nhiều yếu tố cổ của tiếng Việt.
Sau khi phân ly khỏi tiếng Việt–Mường cổ, tiếng Việt và tiếng Mường có nhiều thay đổi. Ví dụ vần âu trong tiếng Việt tương ứng với vần u trong tiếng Mường: bâu/bu, trâu/tlu, dâu/du, nâu/nu. Trong trường hợp nêu trên, phương âm Thanh Hóa lại giống với tiếng Mường, nói cách khác tiếng Thanh Hóa còn giữ được nhiều chứng tích của tiếng Việt-Mường cổ. Một trường hợp khác, tiếng Việt có nước, lưới, lưỡi, lửa ... thì tiếng Mường có nác, lái, lãi, lả và tiếng Thanh Hóa là nác, lứi, lửi, lả. Ở Thanh Hóa có câu tục ngữ khôn ăn nác, dại ăn xác.
Nhiều nơi ở Thanh Hóa vẫn còn đọc ôi là un (chổi/chủn), ai đọc như an (vai/ban), ay đọc như ăn (cày/cằn), ây đọc như ân (cấy/cấn). Những cặp vần này từng vẫn được dùng trong tiếng Việt trung đại qua cách gieo vần trong thơ Nguyễn Trãi.
Trong tiếng Mường, băn có nghĩa là bay trong tiếng Việt và tại một số thổ ngữ ở Thanh Hóa, người ta vẫn nói chim băn (chim bay), đặc biệt là lớp người cao tuổi.
Một số đại từ nhân xưng trong phương ngữ Thanh Hóa rất gần với tiếng Mường: ún (em), cố (cụ), mậu (bà), dá (mình).
Sự gần gũi giữa phương ngữ Thanh Hóa của tiếng Việt với tiếng Mường cũng tùy thuộc vào tương quan địa lý. So sánh:
Roọc Đồng Pho, chùa Phúc Ấm
Roọc tiếng Mường là cánh đồng sâu, làng Đồng Pho nay thuộc xã Đông Hòa, thành phố Thanh Hoá, làng Phúc Ấm trước thuộc xã Đông Yên, huyện Đông Sơn, nay thuộc xã Đồng Tiến, huyện Triệu Sơn.
và:
Rọc Rầu, cầu Lộc Xá
Rọc Rầu là cánh đồng sâu tên Rầu ở gần cầu Lộc Xá, đều thuộc huyện Quảng Xương, là huyện ven biển, khá xa khu vực cư trú của người Mường ở Thanh Hóa.
Một số vùng ở Thanh Hóa sử dụng danh từ tẩng tương ứng với từ nôm cổ là đẳng (theo quy luật chuyển âm đ thành t). Đẳng (chữ Hán: 桌, Hán Việt: trác) là chiếc bàn vuông, thấp có thể dùng làm ghế ngồi, thành ngữ có câu: Trứng để đầu đẳng.
Các yếu tố cổ còn giữ lại trong phương ngữ Thanh Hóa như:
- một số âm đầu đang trong quá trình xát hóa (tại một số thổ ngữ ở Thanh Hóa, đao chưa trở thành dao, bổng/bỗng chưa trở thành vũng, bưa chưa trở thành vừa). Diễn tiến này thể hiện rõ tại một số vùng, nơi người ta dùng cả hai từ (đã xát hóa và chưa xát hóa), như vừa bưa = vừa đủ/vừa đến: Cơm vừa bưa nước = Cơm được cho đủ nước, thậm chí dùng cả vừa bưa đủ;
- một số âm đầu đang trong quá trình xát hóa và hữu thanh hóa (cấu chưa trở thành gạo, nhà thốt chưa trở thành nhà dột, khót/khuốt chưa thành gọt);
- một số trường hợp âm cuối /n/ được giữ nguyên trong khi ở một số phương ngữ khác đã chuyển thành âm cuối /i/ (củn so với củi) hoặc đã mất âm cuối, trở thành âm tiết mở (nhẹn so với nhẹ),…
- ngược lại trong khi một số vần trong phương ngữ Bắc đã chuyển từ vần mở thì phương ngữ Thanh Hóa vẫn giữ vần đóng: tru so với trâu, bu so với bâu, su so với sâu.
- tổng hợp của các yếu tố trên, như đướn so với dưới, trốc cún so với đầu gối, khản so với gãi, rau chênh so với rau giền,...
- một số phụ ẩm cổ như bl, tl, ml vẫn còn dấu vết như lanh/nhanh, ruồi lằng/nhặng, lúa lổ/lúa trổ,…

Theo Đỗ Tiến Thắng, trong hiện tượng /v/ hay /V/ (một âm hai môi gần với /v/ ở nhiều thổ ngũ Mường (Mường Vang, Mường Sơri, Mường Rặc) tương ứng với /m/ Việt thì: ở tiếng Mường, do tiếp xúc yếu với Hán mà vẫn lưu giữ /v/ của thời Proto Việt–Chứt, còn ở tiếng Việt toàn dân, do tiếp xúc mạnh với tiếng Hán mà số có tiền thân là /v/ bị đồng quy thành /w/để rồi lại thành /v/ (ví dụ: váy, vịt, vòi, voi); số có tiền thân là /m/ (giống như Hán) bị xát hóa thành /v/ (ví dụ: mách/vách, mú/vú, mấu/vấu) (diễn biến này tương tự quy luật phân đôi của "m" tiếng Hán thượng cổ). Trong khi đó, ở bộ phận tiếng Việt tiếp xúc với tiếng Hán ít hơn như phương ngữ Thanh Hóa, số có tiền thân là /m/ tiếp tục tồn tại cho đến tận ngày nay.
Cũng theo Đỗ Tiến Thắng, sự tương ứng /k/ (đi kèm với /-w/) trong phương ngữ Thanh Hóa với /v/ trong tiếng Việt toàn dân cũng có cùng quy luật như sự tương ứng giữa tiếng Mường với tiếng Việt: khường quac ~ khuân vác; quac cui ~ vác củi; quái ~ quải("vãi"); quái mã ~ gieo mạ ("vãi mạ", "vản mạ"); thậm chí cùng quy luật với sự tương ứng giữa tiếng Khmer Campuchia với tiếng Việt: kpăs ~ vảy; kbên ~ quấn, vấn, bện; kvơ ~ vơ; kvich kvo ~ vẹo vọ; krolo ~ vò (nắm).

## Ảnh hưởng tới các phương ngữ khác
Năm 1471, nhiều người Thanh Hóa và Nghệ An theo vua Lê Thánh Tông nam tiến, đã khai phá đất đai và lập làng mới, góp phần tạo nên phương ngữ Nam Trung Bộ, đặc biệt là phương ngữ Quảng Nam – Đà Nẵng đặc sắc. Một số làng xã có địa hình hiểm trở, cho đến nay vẫn giữ giọng Thanh Hóa, ví dụ bên kia đèo Le của Quế Sơn, nơi có những làng mà tổ phụ là người Thanh Hóa. Do ít có sự giao lưu ngôn ngữ nên có những âm rặt của người Thanh còn được giữ lại dù bà con đã sống giữa lòng Quảng Nam trên 500 năm.
Trong các thế kỉ tiếp theo, dân Thanh Hóa theo chúa Nguyễn vào Nam Trung Bộ, góp phần tạo nên tiếng nói đặc trưng của vùng này. Cách "nói díu" ông ấy – ổng, bà ấy – bả, ngoài ấy – ngoải của các phương ngữ từ Quảng Nam – Đà Nẵng trở vào cũng có nguồn gốc từ phương ngữ Thanh Hóa.
Một ví dụ về liên hệ giữa phương ngữ Thanh Hóa với vùng phương ngữ Nam: Quả dứa trong vùng phương ngữ Bắc tương ứng với trấy thơm trong vùng phương ngữ Bắc Trung Bộ và trái gai trong vùng phương ngữ Nam, còn ở phương ngữ Thanh Hóa, nó là trấy gai, trấy dứa gai.
Thổ ngữ ở xã Cảnh Dương, huyện Quảng Trạch ở phía bắc Quảng Bình có nhiều điểm giống các thổ ngữ ở Thanh Hóa và bắc Nghệ An.

## Xu hướng phát triển
Cũng như phương ngữ Nghệ Tĩnh, phương ngữ Thanh Hóa được coi là một hệ thống biến thể khá hoàn chỉnh của tiếng Việt, với những biến âm tương đối đều đặn và một hệ thống đại từ cũng khá hoàn chỉnh. Tính hệ thống và có quy luật giúp cho phương ngữ Thanh Hóa tồn tại trong suốt thời gian vừa qua giữa các vùng phương ngữ lớn phía bắc và phía nam địa dư của nó.
Tuy vậy, ngày nay, cùng với xu thế hòa nhập chung, sự giao lưu về văn hóa và kinh tế giữa các vùng miền đã dẫn đến hai xu hướng. Xu hướng thứ nhất là các thổ ngữ nhỏ đang dần bị giải thể để hình thành một phương ngữ Thanh Hóa ngày càng đồng nhất hơn. Xu hướng thứ hai là phương ngữ Thanh Hóa ngày càng xích lại gần tiếng Việt phổ thông, hay nói chính xác hơn là gần với phương ngữ Hà Nội. Ví dụ hiện nay có xu hướng hòa nhập các phụ quặt lưỡi và không quặt lưỡi (ví dụ tr với ch) như phương ngữ Bắc tại các vùng như Nga Sơn, Quảng Xương, Tĩnh Gia, nơi trước đây phân biệt rõ hai loại phụ âm này.
Đặc biệt, ở các đô thị như thành phố Thanh Hóa, thị xã Bỉm Sơn và các thị trấn, các đặc thù địa phương trong ngôn ngữ càng giảm đi trên con đường hình thành các bán phương ngữ. Trên thực tế, thanh niên, học sinh và trí thức ở Thanh Hóa cũng như ở Vinh nói một ngôn ngữ gần với Hà Nội cả về vần lẫn thanh điệu.